# Simone Simons
Simone Johanna Maria Simons (Heerlen, Limburgo, Países Bajos; 17 de enero de 1985) es una cantante, compositora, empresaria, modelo, influencer y bloguera neerlandesa. Principalmente reconocida por ser la voz principal de la banda neerlandesa de metal sinfónico, Epica, a la cual ingresó en el año 2002 con tan solo 17 años de edad.
Además en su carrera como cantante ha colaborado con bandas como Primal Fear, Angra, Leaves' Eyes, MaYaN, y Kamelot, con esta última no solo participó en muchos de sus álbumes sino que también acompañó a la banda en una gira en 2011. Su marido, Oliver Palotai, es tecladista de Kamelot. Simons también ha compartido escenario con cantantes como Cristina Scabbia, Floor Jansen, Fabio Lione, Tommy Karevik, entre otros.
En 2016, la revista estadounidense Revolver posicionó a Simone en el puesto No.11 de las mujeres más sexies del hard rock y heavy metal.

## Biografía
Simone nació en Hoensbroek una ciudad neerlandesa en el municipio de Heerlen al sureste de la provincia de Limburgo. (50°55′00″N 5°55′35″E / 50.916561, 5.926382), Hija de Cecile y John Simons, tiene una hermana dos años menor, llamada Janneke que nació el mismo día que ella.
Sus intereses por la música comenzaron a temprana edad, alrededor de los 9 años. Empezó tocando instrumentos como la flauta mientras se iniciaba como cantante, a los 14 años tomó clases de canto del género pop y jazz. A los 15 años escuchó el álbum Oceanborn de Nightwish y quedó fascinada con el estilo del grupo, por lo que comenzó a estudiar canto clásico.
A los 16 años, decide contactar a Mark Jansen, quien en aquel entonces era guitarrista de un grupo local llamado After Forever, cuando supo que este buscaba fundar una nueva banda. Simons decide contactarle directamente para audicionar como vocalista. A pesar de no quedarse con el puesto, Simons forja una relación amorosa con Mark Jansen.
En 2002, Mark Jansen decide que Simone Simons sea la vocalista de su nuevo grupo, Epica, pero la relación entre ambos terminó debido a que ya no había confianza mutua. A pesar de todo, Simons y Jansen deciden seguir trabajando juntos y mantener la amistad. Desde el año 2005, Simons mantuvo una relación amorosa con el tecladista de Kamelot (Grupo con el cual hizo una colaboración en 2005), Oliver Palotai, quién también reemplazó al tecladista de Epica, Coen Janssen, en algunas fechas del Design Your Universe World Tour. Más tarde se casa con Oliver en 2013, con quien tuvo un hijo.
Simone reconoce que no ha participado en ninguna audición de música clásica, pero que tampoco le importaría, ella indicó:

" (...) Mi profesor de canto tiene un coro y salieron dos conciertos para Navidades y me pidió que le echara una mano pero nunca he cantado nada de ópera, ni clásica, ni nada parecido. Si alguna vez surgiera algo así y tuviera tiempo para hacerlo lo haría, pero por ahora tengo el tiempo ocupado con Epica"

También desveló en una entrevista realizada en el primer DVD de Epica We Will Take You With Us, que nunca le gustó el jazz y que la música clásica es lo que ella adora.
La belleza y juventud de Simons es un gran reclamo para revistas, prensa y televisión.
Simone asegura que ya le han pedido:

" (...) que saliera en la Playboy neerlandesa, pero dije que no. No me vendo a nadie. Se trata de algo privado, no es algo que deba ver todo el mundo. Mi forma de cantar también es muy íntima; no voy más allá de eso"

## Carrera musical
Cantó un tiempo en un coro en el año 2002, y al año siguiente entró a formar parte de la banda Epica (conocida como Sahara Dust por aquel entonces), siendo introducida por Mark Jansen (su pareja de aquel tiempo), para reemplazar a la cantante Helena Michaelsen.

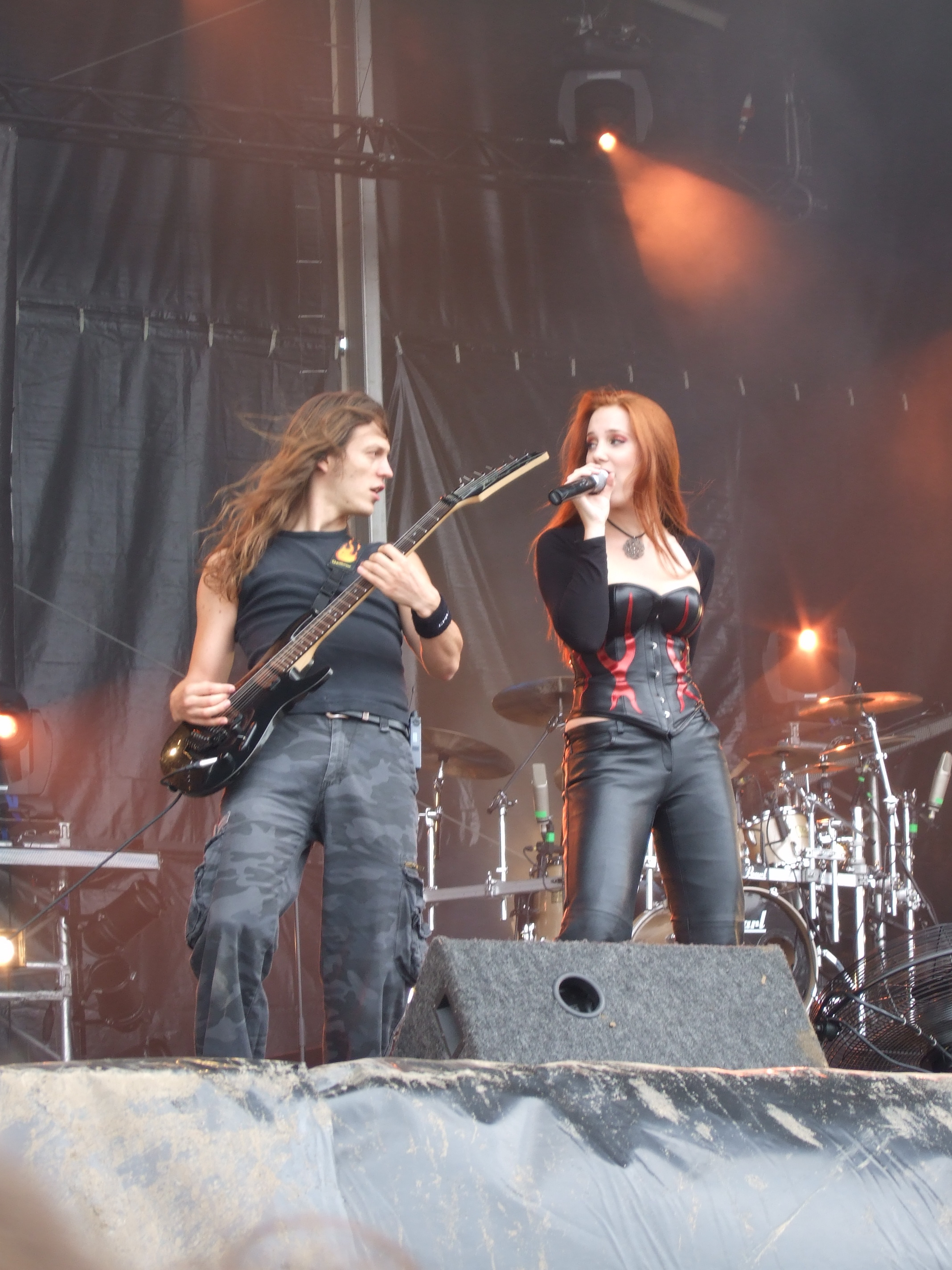
Simons al lado de Mark Jansen en el festival Hellfest Summer Open Air en 2007.

Con motivo del lanzamiento del tercer disco de estudio de la banda neerlandesa, The Divine Conspiracy, Simone reveló, en una entrevista en la web Live4metal, que se trataba de un álbum conceptual basado en historias reales. Simone desvela que «tiene algo que ver con la religión. Es sobre Dios, él tiene pruebas para la humanidad, él crea muchas religiones con diferentes dioses, y al final es para darnos cuenta de si la gente en verdad es consciente de que todo se trata de una sola cosa: hay un dios, todos los que aspiran a un dios diferente es, a fin de cuentas, lo mismo. Entonces, de alguna manera todas las religiones tienen similitudes y es solamente una religión grande, y la gente la adaptó al transcurrir los años. Cada canción —son 13 canciones incluyendo la introducción— y todas y cada una de ellas tienen algo que ver con el concepto. Hay un personaje principal que está pasando por la vida y se topa con diferentes tipos de religiones, y vive también los aspectos malos sobre ello y también los aspectos buenos. La primera parte del CD es sobre el lado malo del alma de los seres humanos, ya sabes: la gente que es avara, que cae en adicciones a drogas, todas las fallas que cometemos los humanos, y esta persona muere asesinado porque tiene una fuerte opinión sobre el Islam. Hay una canción, la balada, "Safeguard to Paradise", que trata de esa persona, Theo van Gogh, que era una persona muy agradable pero hablaba de más».

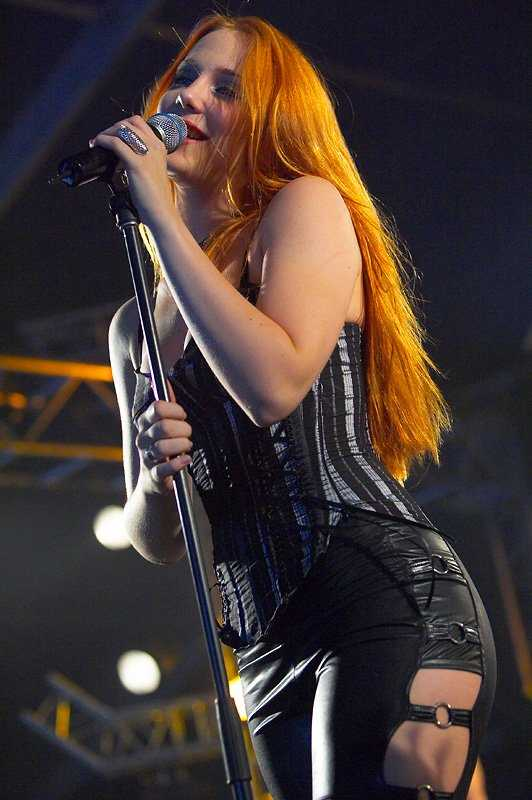
Simone Simons en el festival M'era Luna.

En el 2008 tuvo un recital en Miskolc junto con la banda donde pudo cantar temas clásicos y también temas de pico kameloot arreglos de orquesta, a lo cual Simone aseguró que fue "el mayor proyecto musicalmente hablando para nosotros. Normalmente no tocamos con una orquesta real y tenemos los arreglos que están en el álbum sobre pistas de fondo. Ahora todo se fue y tuvimos que escuchar cuidadosamente a la orquesta. El sonido de la orquesta real y lo que nosotros usamos para tocar es muy diferente y tuvimos que poner un poco más de atención.
Fue grandioso estar en el escenario con tantos músicos. La música cobro vida y fue un sentimiento mágico. Para mí el interpretar las canciones clásicas fue también muy especial ya que yo tengo entrenamiento clásico pero nunca les mostré a los fanes de Epica lo que puedo hacer".
En enero del 2008, se anunció en la web del grupo que Simone estaba sufriendo MRSA.
Realizó una gira con Epica presentando su disco de estudio, The Holographic Principle.
En el año 2006, se rumoreaba que Simone sería la nueva vocalista de la banda de Metal Sinfónico Nightwish, por supuesto la banda dijo que no era cierto, pero Simone dijo que si se lo hubiesen pedido ella hubiera dicho de todas formas que no, porque no podría cantar sus canciones con la misma pasión con las que canta las de Epica, y además agregó “me inspiré en Tarja Turunen para cantar, no podría ocupar su lugar”.
El 17 de octubre de 2009, Epica recibió un galardón en la categoría “mejor show” en la 7.ª edición del Metal Female Voices Fest VII.

### Otros proyectos y colaboraciones

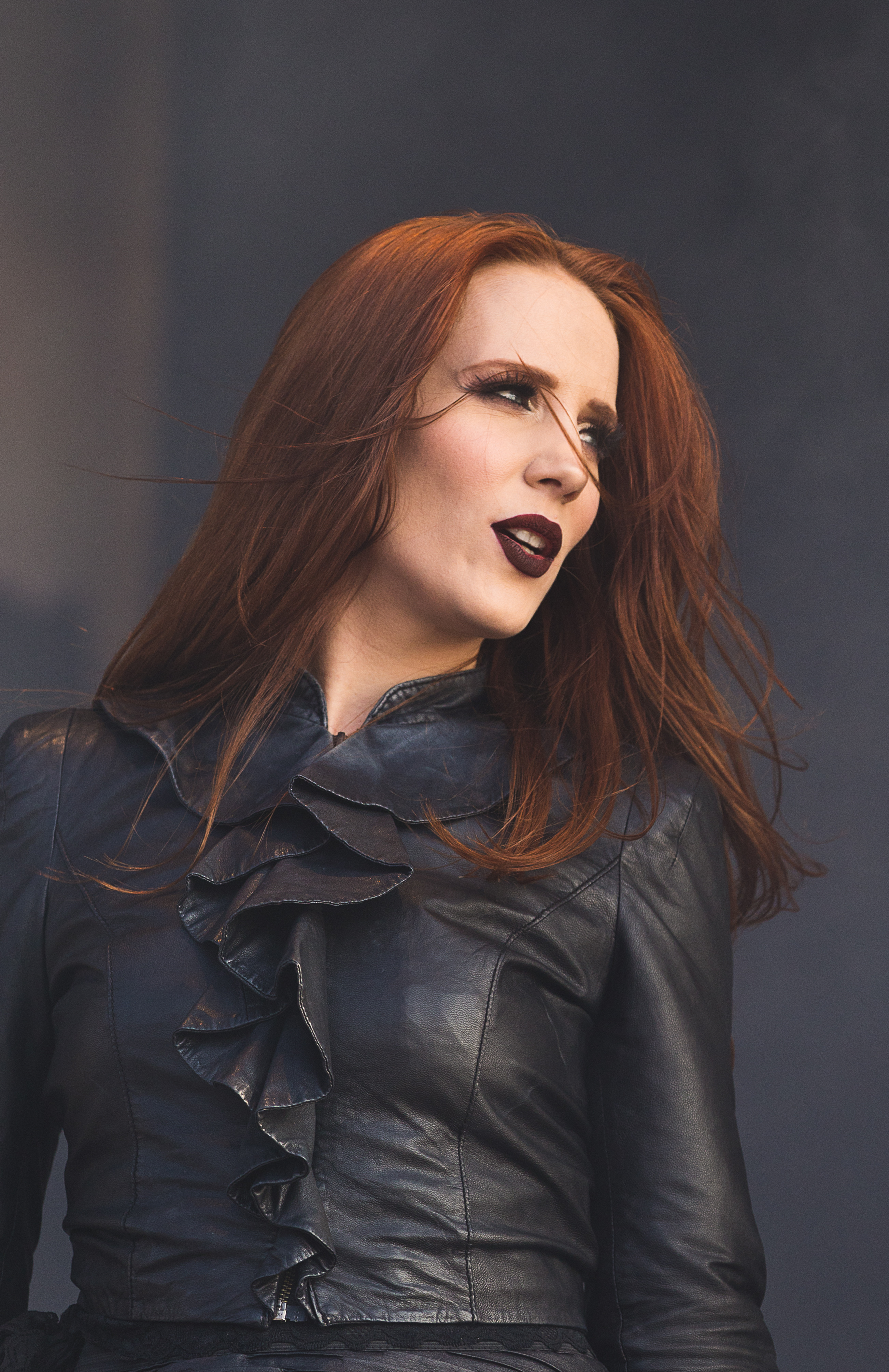
Simone Simons en el festival Rockharz, 2014.

Roy Khan, exvocalista de Kamelot, participa en uno de los temas de Consign to Oblivion, y Simone hizo lo propio participando en un tema de Kamelot. Simone aseguró que "conocíamos su música antes de que Epica existiera, y utilizaron el mismo estudio que nosotros para grabar su último disco. Nosotros habíamos cambiado el nombre del grupo a Epica justo cuando ellos estaban grabando su disco llamado Epica. Desde entonces hemos tenido ese vínculo con ellos y a las dos bandas nos ha venido bien porque gente que les conocía a ellos y a nosotros no, se fijó en nosotros, y viceversa. A veces ha habido gente que se ha confundido debido al nombre tras el disco de Kamelot y gente que llevaba la camiseta de Kamelot de ese disco pensando que en realidad llevaba una camiseta de Epica, pero desde aquel momento Kamelot supieron de nuestra existencia".
El 11 de mayo de 2009 Simone estrenó su página web oficial.
Además de Epica, actualmente trabaja en un proyecto de jazz llamado Sons of Seasons junto a Oliver Palotai.
Ha colaborado con la banda Primal Fear, prestando su voz en la canción Everytime It Rains, primer dueto en la historia de la banda germana. Dentro de sus participaciones figura su voz en Aina y Ayreon en su canción "Web Of Lies". También colaboró en la Ópera Rock Equilibrio de la banda Xystus con el papel de Lady Sophia. Recientemente aportó con su voz al nuevo disco de la banda Kamelot en algunas canciones y la mayoría de los coros.

## Perfil vocal
Tras haber explorado más a fondo su voz, así como su timbre y otras propiedades de coloratura, hace que sea difícil para el oyente clasificar su voz en un registro en particular. En 2014, cuando se le preguntó a Simons sobre este tema, contestó que al inicio de su carrera creyó que era mezzosoprano, pero que ahora pensaba que en realidad es soprano, aunque necesitaría revisarlo con más detenimiento antes de asegurarlo. En vivo, su rango vocal abarca desde Sol3 (nota de registro de contralto) en "Cry for the Moon" y Si5 en "Unleashed", hasta llegar a la nota Do6 (última nota alta del registro promedio de soprano) utilizando sus técnicas clásicas.

## Vida personal
En abril de 2013, vía Facebook, la banda anunció que Simone estaba embarazada, y el 2 de octubre del mismo año dio a luz a su primer bebé con su entonces pareja Oliver Palotai (tecladista de la banda Kamelot) y lleva por nombre Vincent G. Palotai, publicado en la página oficial de Epica en Facebook
. El miércoles 25 de diciembre de 2013, Simone anuncia en su blog que contrajo matrimonio con su pareja Oliver Palotai. Simone habla fluidamente neerlandés, alemán e inglés. Le gustaría aprender italiano y español. Es vegetariana.

## Discografía
Epica
- The Phantom Agony (2003)
- Consign to Oblivion (2005)
- The Divine Conspiracy (2007)

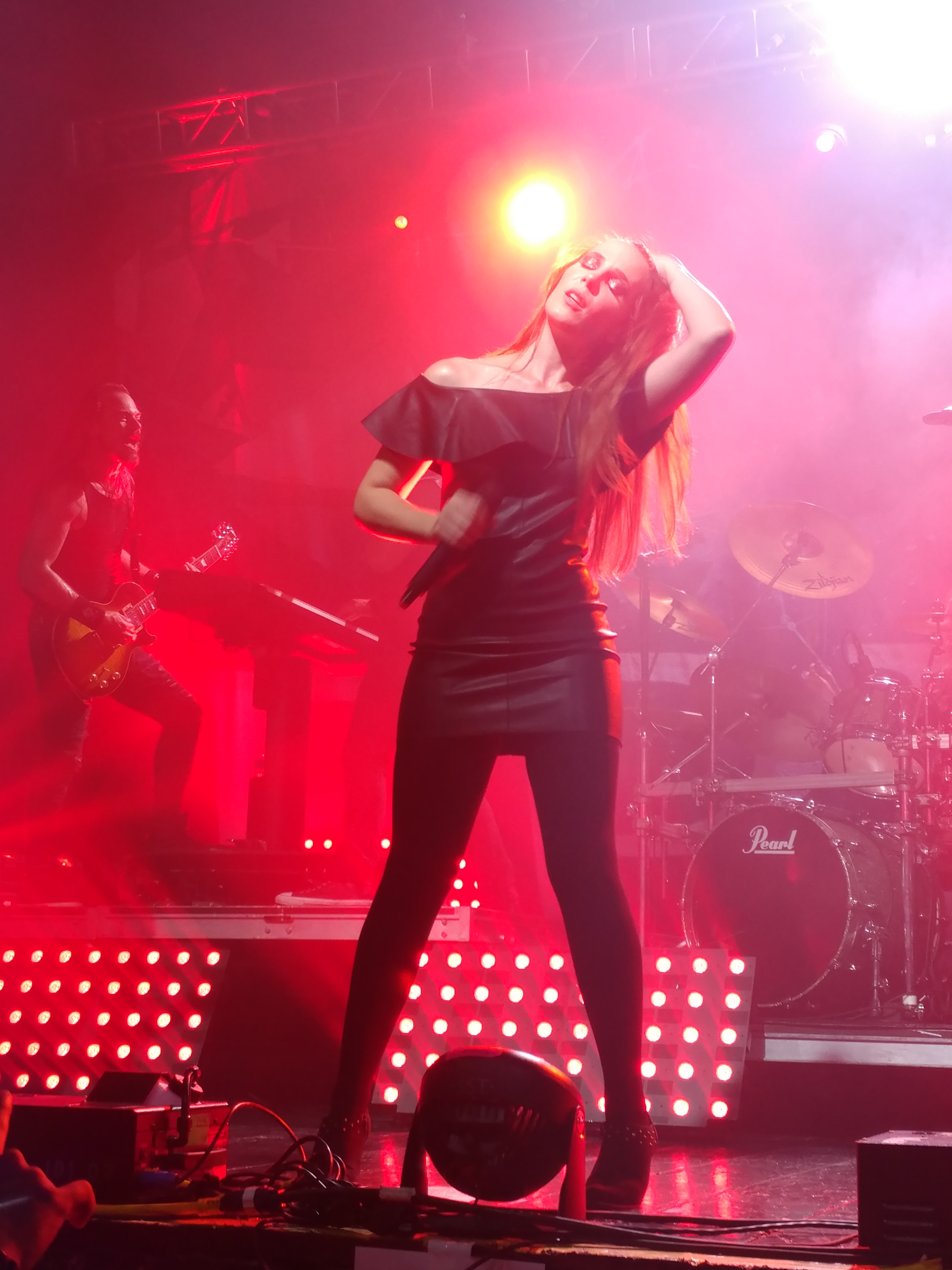
Simone Simons con Epica en vivo en el Revolution Live, ft. Lauderdale

- The Classical Conspiracy (2009) (En directo)
- Design Your Universe (2009)
- Requiem for the Indifferent (2012)
- The Quantum Enigma (2014)
- The Holographic Principle (2016)
- The Solace System (2017)
- Epica Vs. Attack on Titan Songs (2018)
- Omega (2021)

Solista
Vermilion (2024)
Kamelot
- The Black Halo (2005) - Voz en "The Haunting"
- One Cold Winter's Night (2006) (DVD) - Voz en "The Haunting (Somewhere in Time)" y "Curtain Call"
- Ghost Opera (2007) - Voz en "Blücher"
- Ghost Opera - The Second Coming (2008) - Voz en "Blücher" y "The Haunting (Somewhere in Time)"
- Poetry for the Poisoned (2011) - Voz en "Poetry for the Poisoned", "House on a Hill" y "So Long"

Primal Fear

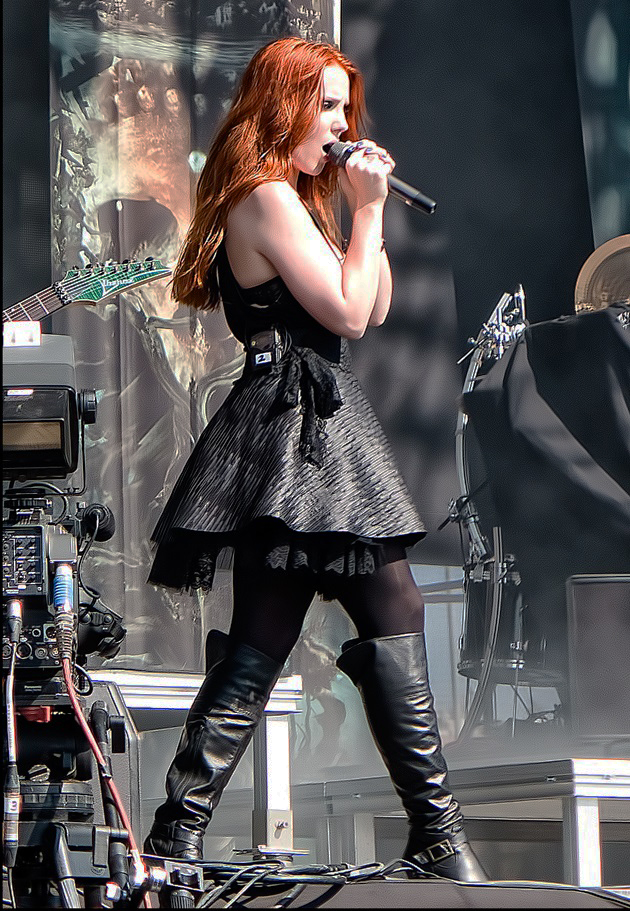
Simons junto a Epica el 2014

- Primal Fear (2007) - Voz en "Everytime It Rains"

Aina
- Days of Rising Doom (2003) - Voz en "Restoration"

Ayreon
- 01011001 (2008) - Voz en "Web of Lies"

Xystus
- Equilibrio (2008) - Voz en "My Song of Creation", "Destiny Unveiled" y "God of Symmetry"
- Equilibrio (2009) (DVD) - Voz en "My Song of Creation", "The Balance Crumbles", "Destiny Unveiled", "God of Symmetry", "Reprise" y "Bows"

Sons of Seasons
- Gods of Vermin (2009) - Voz en "Fallen Family", "Fall of Byzanz" y "Wintersmith"

Angra
- Secret Garden (2014) - Voz en "Secret Garden".

## Premios y nominaciones

### FemMetal Awards
| Año  | Trabajo nominado      | Categoría       | Resultado |
| ---- | --------------------- | --------------- | --------- |
| 2021 | Simone Simons (Epica) | Mejor vocalista | Ganadora  |